# Самурай Джек
«Самурай Джек» (англ. Samurai Jack) — американский мультсериал производства «Cartoon Network», снятый режиссёром Геннди Тартаковским, который транслировался по этому каналу с 2001 по 2004 год. Затем через 13 лет сериал продолжили, добавив в качестве продолжения 5 сезон, состоящий из 10 серий. Он выделяется из ряда похожих проектов как высокодетализированной анимацией, так и кинематографичным стилем. Мультфильм был нарисован при помощи flash-анимации.
Мультсериал повествует о самурае по прозвищу Джек, обладающим волшебным мечом, единственным оружием, которое может уничтожить воплощение зла — демона Аку. В результате их боя демон отправляет главного героя в далёкое будущее, в котором миром правит Аку. Далее повествуется о противостоянии Джека с армией Аку.
«Самурай Джек» был доступен для просмотра жителям США через сайт Toonami Jetstream. Производство сериала было прекращено в 2004 году, но официально шоу отменено не было. Тартаковский планировал стать режиссёром полнометражного фильма, однако впоследствии 2 декабря 2015 года он анонсировал продолжение мультсериала в виде пятого сезона на Adult Swim.

## История

### Вселенная
Действие мультсериала происходит в ретро-футуристическом антиутопичном мире, в котором сосуществуют люди, роботы и инопланетяне. Аку подчинил себе не только Землю, но и многие планеты за пределами Солнечной системы. Также на планете встречаются волшебники, магические артефакты и мифические существа. Благодаря власти Аку на Земле появилось огромное количество преступных элементов.

### Сюжет
Давным-давно, в далёком краю, я, Аку, могущественный Повелитель Тьмы, выпустил на волю огромное зло. Но глупый самурай, владеющий волшебным мечом, бросил мне вызов! Прежде, чем он успел нанести смертельный удар, мне удалось открыть портал времени и отправить его в будущее, где моё зло правит миром! И теперь глупец ищет путь назад, чтобы исправить будущее, которое принадлежит мне, Аку!
XVI век, Япония. Злой демон по имени Аку напал на столицу Японии, уничтожая всё на своём пути. Император попросил трёх мудрецов, обладающих мистическим даром, выковать волшебную катану, наделённую силами добра, а после сразился с Аку, и силы добра победили зло, демон ушел в горы и обратился там в камень.
Через 8 лет, во время солнечного затмения, Аку снова восстает из камня. К тому моменту император постарел, у него появился маленький сын, который впоследствии и прославится как самурай Джек. Аку снова нападает на их родину, схватив императора. Однако его жена и сын спасаются.
Мальчик странствует по всему миру, встречая искусных мастеров. С ними он обучается верховой езде, владению оружием, дзюдо, греко-римской борьбе, кунг-фу и прочим единоборствам. И вот, новый самурай возвращается на родину, находящуюся во власти Аку. Престарелая мать отдаёт ему волшебный меч. Он освобождает отца и других порабощенных. Затем он храбро сражается с Аку. И вот, когда юный самурай заносит меч для смертельного удара, Аку открывает портал времени и отправляет своего врага в далёкое будущее. Теперь самураю, которого местные жители нарекли Джеком, предстоит найти путь назад в своё время, чтобы исправить будущее и уничтожить Аку.
Прошло 50 лет. Но… я не старею. Время больше не властно надо мной. Однако страдания продолжаются. Хватка Аку душит прошлое, настоящее и будущее. Надежды больше нет. Нужно вернуться назад. Назад в прошлое. Самурай Джек.
Прошло 50 лет с событий оригинального сериала, в течение которых Джек путешествовал в будущем. Он потерял меч, а вместе с ним и надежду, и находится на грани безумия. Его преследуют галлюцинации о страдающих родителях, доме, о людях, которым он не смог помочь. Ему мерещится всадник, предвестник смерти, из-за не выполненной цели самурая.
В это же время в горной пещере, где живут женщины, поклоняющиеся Аку, растут семь сестер, которых жестоко воспитывают и готовят к схватке с самураем. Одна из Дочерей демона — Аши, единственная, кто уцелел в схватке с Джеком, впоследствии становится его союзником, а после возлюбленной. Самурай возвращает себе меч и первозданный вид, его больше не мучают галлюцинации. Вместе с девушкой он противостоит Аку, но обнаруживает, что Аши — плоть и кровь демона, её поглощает тьма и она пытается убить Джека. Чтобы спасти положение, к нему на помощь в борьбе со злом приходят все, кого он спас когда-то. В итоге Аши смогла противостоять своей темной части, она отправляется с Джеком назад во времени в день, когда Аку отправил его в будущее, и самурай убивает Аку, навсегда избавляя от него мир. Но даже после того, как цель выполнена и добро победило, Джек не обрел счастье. Ведь если нет демона — нет и Аши. На брачной церемонии она исчезает как временной парадокс, и самурай, как и боялся, навсегда потерял того, кого любит.

## Персонажи
- Самурай Джек — главный герой мультфильма, принц и наследник престола. Обучался у учителей со всего мира. Он владеет волшебным мечом, доставшимся ему от отца. В 5 сезоне потерял, а позже вернул волшебный меч обратно. Джек сам по себе обаятелен, умён, добр, как и его родители. Самурай очень сдержанный человек, крайне редко впадающий в ярость. Он старается помочь угнетённым, даже если это помешает ему вернуться в прошлое[13]. В пятом сезоне его характер изменился. Он стал более подавленным и жестоким по отношению к врагам[14]. Озвучивал — Фил Ламарр.
- Аку (с яп. 悪 «Зло», также его имя может происходить от японского «Akuma» — демон) (†) — главный антагонист в мультфильме, однако не лишён обаяния. Пользуясь тем, что Джек исчез, он поработил мир, став божеством для некоторых живущих во Вселенной, чтобы потом поработить все миры и галактики. Злой демон, которого ранее победил отец самурая Джека. Аку силён в колдовстве: он умеет перевоплощаться в разных животных, антропоморфных существ и даже людей (тем не менее, это лишь одна из многочисленных сверхспособностей персонажа)[8]. Также Аку интересен ещё и тем, что он, в отличие от некоторых злодеев, умнеет с годами. Аку уничтожает все существующие порталы, чтобы самурай не вернулся никогда в прошлое, ожидая момента, когда Джек умрёт от старости[11]. Поняв, что его враг больше не стареет, и их противостояния станут вечными, Аку общается со своим двойником — психотерапевтом. Хотя за 50 лет он стал мягче, однако не прочь разобраться с повстанцами, чтобы вырваться из своей депрессии в 5 серии 5-го сезона. В 9 серии подтвердил, что является биологическим отцом Аши и её сестер. В финале сериала он встретил свою судьбу от рук Джека, который вернулся из будущего и покончил с демоном раз и навсегда[12]. Озвучивали Мако (1-4 сезоны, в 5 сезоне озвучивал того Аку из прошлого) и Грег Болдуин (5 сезон).
- Шотландец (†) — лучший друг Джека. Большой рыжий мужчина, впервые встретивший Джека на очень длинном подвесном мосту. Сначала они были врагами, однако после многодневной схватки поняли, что у них одна цель, и за ними гонятся наёмники. После 50 лет он, как видно, значительно (в отличие от Джека) изменился во внешности. У него седые волосы с седой бородой, где в нижнем районе сплетены две маленькие косички и, по середине, длинная коса, он поменял свою белую рубашку на серую и носит клетчатую глазную повязку на правом глазу. Что касается его арсенала, он сохранил свой волшебный меч, приделал Minigun на левую ногу в инвалидной коляске, служащей для поддержания ноги. За прошедшие 50 лет он не терял времени. У него много дочерей (примерно, сотня), родных и удочерённых, которых он воспитал как воинов для будущей битвы с Аку. В 5-й серии 5 сезона, он погибает от лучей из глаз Аку, но воскресает в виде призрака в расцвете сил из-за магии рун в его волшебном руническом мече. В последующих сериях 5 сезона он собирается с дочерями собрать новую армию и найти Джека, чтобы окончательно покончить с «большим ребёнком» — Аку. В финале сериала, участвует в операции по спасению Джека со своими дочерями[12]. Озвучивал — Джон Димаджио.
- Император — отец самурая. Обаятельный, умный, добросердечный, милосердный и жизнелюбивый человек. Его жизнь делится на три промежутка: первый — когда он был молод и победил Аку; второй — когда у него появился сын Джек и Аку снова напал на него; и третий — когда Аку правит миром, а он смиренно подчиняется, дабы дождаться Джека. В финале гордится своим сыном и присутствует на его свадьбе. Озвучивал — Саб Шимоно.
- Императрица — жена императора и мама самурая Джека. Перед тем, как Джек уехал на обучение, мама сохранила волшебный меч. А после возвращения сына отдала ему. С того дня Джек не расстанется с этим мечом. Мама хрупкая и добрая, но по-своему храбрая и мудрая. Именно она спасла своего сына от Аку. В финале со своим мужем гордится своим сыном и присутствует на его свадьбе. Озвучивала — Лорен Том.
- Роттшельд «Ротти» III — предводитель собак-археологов, изучающих наследие своих предков. Довольно добрый и весёлый пёс с вытянутой панамой на голове и моноклем на глазу. Он рассказал самураю Джеку о новом мире Аку и призвал защитить его соратников. Возвращается в 10 эпизоде 5 сезона, чтобы спасти Джека и участвует со своими детьми в финальной битве с Аку. Озвучивал — Роб Полсен.
- Огюст Мак’Даффи — пёс-археолог, друг Ротти, более ворчливый, молчаливый и немногословный. Первоначально сомневался в самурае Джеке, но потом стал одним из его союзников. Маленького роста, но носит более широкий головной убор. Держит трубку в зубах.
- Дрейфус Александр — самый огромный среди собак-археологов. Не столь умён, как Ротти и Огюст Мак’Даффи, но добр и мил по отношению к людям. Бульдог, время от времени пускающий слюни.
- Вулли — похожие на мамонтов или бегемотов разумные существа, порабощённые маленькими синими пришельцами-Критчилайтами. Жестокие и жадные Критчилайты держали Вулли в рабстве как скот до тех пор, пока Джек не помог им, разрушив главную машину Критчилайтов, дающую всем их девайсам энергию. Архитектура и одежда Вулли сочетает в себе различные восточные стили. Присутствуют в 4 эпизоде 1 сезона. Два этих представителя встретились с Аши в 6 эпизоде 5 сезона. В 10 эпизоде 5 сезона участвуют с лучниками в финальной битве с Аку.
- Безумный Джек (†) — ненависть и ярость внутри Джека, полная его противоположность. Аку создал его из тёмной магии для уничтожения самурая в живой форме, но тот обрёл самообладание и прогнал из себя весь гнев, уничтожив его в 8 эпизоде 1 сезона. Был снова магически воссоздан Аку в игре Samurai Jack: The Shadow of Aku и повержен. Но до событий 5 сезона (начало 7 серии), он снова зародился в Джеке, из-за того, что Аку уничтожил перед Джеком последний портал. Являлся причиной утери волшебной катаны. Спустя 50 лет был окончательно уничтожен из разума Джеком в конце 7 серии 5 сезона. Озвучивал — Фил Ламарр.
- Верховная жрица (†) — мать дочерей Аку, а также лидер женского культа, поклоняющегося Аку, во время событий 5-го сезона. В 7 серии была убита кинутой стрелой Аши. В 9 серии подтвердилось что Аку биологический отец Аши и ещё 6 дочерей. Во время обряда поклонения в храме Аку явился и в качестве поощрения оставил в чаше свою сущность. Жрица тут же выпила её и на свет родились 7 дочерей Аку. Озвучивала — Грей ДеЛайл.
- Дочери Аку — группа из семи женщин-гибридов, которые были рождены и воспитаны Верховной жрицей с единственной целью — убить самурая Джека. Они были частью секты Аку и появились полностью в первых трёх эпизодах 5 сезона. В 6 эпизоде оказалось, что они не были в костюмах, а были голыми. С детства их кожа стала тёмной из-за, предположительно, угля или смолы. В 9 серии было подтверждено, что они действительно являются дочерями Аку: их мать выпила из чаши сущность Аку, оставленную им, и родила 7 дочерей:
  - Аши (†) — одна из главных героинь 5 сезона, бывший лидер дочерей Аку, старшая дочь Верховной жрицы и самого Аку. Упала в пропасть, когда Джек отпустил цепь, на которой она держалась в конце 3 эпизода. Была спасена Джеком. Отказалась его убивать в конце 4 эпизода из-за её противоречивых чувств по отношению к Джеку и его цели сделать мир лучше. В дальнейших сериях 5 сезона, она станет хорошим союзником и помощником для Джека. В 6 эпизоде она счищает с себя «Покров Аку», меняет прическу и создаёт из листвы костюм, став красивой девушкой. В конце 8 серии, проявила свои чувства к Джеку и влюбляется в него. В 9 серии была под контролем внутреннего «Покрова Аку», тем самым снова стала для Джека врагом. В финале сериала помогает Джеку вернутся в прошлое, чтобы он окончательно уничтожил Аку. Но из-за временного парадокса во время своей свадьбы она падает в обморок, прощается с Джеком и исчезает как временная аномалия (в альтернативной вернулась как награда, но ценой своей памяти). Озвучивала — Тара Стронг.
  - Ами (†) — одна из дочерей Аку, которая была вооружена катаной. Была убита Джеком, перерезавшим ей горло её же катаной во 2 эпизоде. Озвучивала — Кэри Уолгрен.
  - Аки (†) — одна из дочерей Аку, которая была вооружена цепью. Была убита во время неожиданного нападения Джека с копьем в 3 эпизоде. Озвучивала — Кэри Уолгрен.
  - Ара (†) — одна из дочерей Аку, которая была вооружена двумя саями. Была убита, когда Джек пронзил её копьем, которое было первоначально брошено в Аши, в 3 эпизоде.
  - Ана (†) — одна из дочерей Аку, которая была вооружена канабой. Была убита во время схватки с Джеком, который метнул и пронзил её кинжалом в 3 эпизоде.
  - Айжиа (†) — одна из дочерей Аку, которая была вооружена нагинатой. Была побеждена, когда Джек увернулся от её нападения, схватил за плечи и скинул с бревна в пропасть.
  - Ави (†) — одна из дочерей Аку, которая была вооружена двумя кинжалами-бабочками. Ушла в нокаут с одного удара Джека и упала в пропасть, во время нападения на бревне. Озвучивала — Тара Стронг.
- Совесть Джека — сформировавшаяся за 50 лет личность, которая представляет собой вторую, ухудшающуюся рассудительность Джека: злую тёмную сторону внутри, наполненную сожалением о невозможности кого-либо спасти или остановить Аку. Совесть Джека более пренебрежительно относится к жизни, особенно к жизни его врага. Наиболее распространенным является извращенная версия самого себя в расцвете сил, часто говорящая ему, что было бы лучше, если бы они были мертвы. Совесть приняла 5 форм личности: Страдание (2 эпизод); Кровожадность (3 эпизод); Безразличие (4 эпизод); Гнев/Безумный Джек (7 эпизод); Забота/Бородатый Джек (9 эпизод). Озвучивал — Фил Ламарр.
- Омен (†) — загадочный дух, который не давал покоя Джеку. Он напоминает призрачный чёрный силуэт с горящими глазами в самурайских доспехах верхом на лошади. Вблизи, у него, похоже, не видно лица, но видна петля на шее. У него басистый, мрачный голос. Каждое его появление сопровождается зеленным оттенком свечения, туманом и мистической музыкой. В 6 эпизоде 5 сезона выясняется, что причина того, что он преследует Джека, в том, что он пренебрег своей цели как самурай, и настаивает на том, чтоб он совершил ритуальное самоубийство — сэппуку, но Джек переборол себя и победил его. Озвучил — Аарон ЛаПланте.
- Дочери Шотландца — группа из женщин, которые рождены и воспитаны Шотландцем, чтобы они помогали отцу в битве с Аку. Лидером является старшая дочь Флора. Она и её сестры все мускулистые, объемные и одеты в клетчатые шотландские наряды. Они появились в 5 эпизоде 5 сезона. Также в финальной битве Шотландец представляет остальные имена своих дочерей Джеку: Сквора, Лиф, Айла, Бредана, Бергина, Алана, Ойла, Альпи, Фиона, Аши, Бони, Лорна, Буина, Джона, Нора, Джису, Джана, Юсмит, Эпи, Фрея, Джовака, Геша, Брюсела, Инес, Дамфе, Хора, Давина, Кина. Флору озвучивала — Грей ДеЛайл.
- Скарамуш Безжалостный (†) — андроид, обладающий уникальным кинжалом, способность которого разрушать с помощью импульсных звуков окружающие предметы. Он был одним из лучших киборгов-убийц Аку и уничтожен Джеком, который забрал его оружие в 1 эпизоде 5 сезона. Оказывается, после уничтожения, он выживает, но от него остаётся только его голова. Он спешит и пытается сообщить новость Аку о Самурае в 6 эпизоде. В 9 серии у него это получается. Он сообщает новость и получает обратно своё утерянное тело за «хорошую новость». Но его сообщение дошло до Аку слишком поздно(так как при отсутствия тела ему приходилось медленнее передавать ему информацию) и он поплатился за ложную информацию: Аку взрывает его голову. Озвучил — Томас Кенни.
- Доминатор (†) — злодей-садист, который появился в 5 эпизоде 5 сезона, где похитил из инопланетной общины чуждых детей, вживил в их шеи хирургическим путём чипы контроля и заточил их внутри своего завода. Он был убит Аши, после того, как она преодолевает 10,000 вольт электрошоковой пытки, вырывается, нападает на него и бросает его в панели управления, заставляя их взорваться. Озвучил — Аарон ЛаПланте.
- Армия Орков (†) — наёмная армия, которая намеревалась убить Самурая Джека, когда он находился в глубоком медитативном трансе. Аши удалось в одиночку убить несколько тысяч воинов, пока Джек медитировал. Они появились в 7 эпизоде 5 сезона. Озвучил — Даран Норрис.
- Лазарус-92 (†) — опасный инопланетянин, который появился в Эпизоде XCIX. Он обладал способностью к многократной регенерации и удлинению организма, созданной из множества подобных синих пиявок. Был побеждён включенным Джеком нейтрализующим оружием Х-49 (электрическая мина).

## История создания

### Идея
Мультсериал был создан выходцем из СССР, мультипликатором Геннди Тартаковским, известным за создание мультсериалов «Супер Крошки» и «Лаборатория Декстера». После их режиссирования ему наскучило делать комедии для детей и он решил сделать что-то новое. Он с детства увлекался самураями и их кодексом бусидо. На основной мотив произведения повлияли повторяющиеся сны мультипликатора. Ему снилось, что он путешествует со своей девушкой по миру, захваченному мутантами.
На создание шоу повлияли не только классические голливудские фильмы «Бен Гур» и «Лоуренс Аравийский», но и фильмы Акиры Куросавы. Также автор вдохновлялся творчеством Фрэнка Миллера. Геннди взял основную идею из графической новеллы «Ронин», в котором также рассказывалось о приключениях самурая без хозяина. А серия, повествующая о Джеке, встретившемся со спартанцами, была вдохновлена комиксом «300».

### Производство
Сериал появился после того, как Геннди предложил Майку Лаззо, исполнительному директору Cartoon Network снять мультфильм, похожий на телесериал «Кунг-фу» с Дэвидом Кэррадайном. Эта идея очень ему понравилась, и сериал ушёл в производство.

## Награды сериала
Сериал получил 4 награды премии Эмми:
- в 2003 году Скотт Уиллс за эпизод XXXII «Джек и Путешествие на сказочных существах»
- в 2003 году Дэн Кролл за эпизод XXV «Джек и спартанцы»
- в 2004 году Геннди Тартаковски за эпизод XXXVII «Рождение Зла»
- в 2005 году Брайан Эндрюс за эпизод XLIX «4 сезона смерти»